# Аннабелла Морина
Аннабелла Морина (настоящее имя Анна Владимировна Гончаренко) — киевский краевед, писательница, художница, журналистка, общественная деятельница. Основательница общественного движения «Почайна», которое с 2016 года занимается защитой и ревитализацией (возрождением) исторической реки Почайны.

## Биография
Родилась 28 июля 1977 г. в г. Харькове в семье инженеров-программистов. Закончила Харьковскую государственную академию культуры по специальности «Социальная педагогика и психология».
В 1998—2012 годах работала журналисткой в разных изданиях, в том числе с 2005 года — в газете «Бизнес». Занималась расследованием незаконных действий контролирующих, правозащитных и надзорных органов, а также антикоррупционными расследованиями, в связи с чем стала использовать псевдоним. В частности, в 2010—2011 годах цикл её расследовательских публикаций в «Бизнесе» оказал существенную помощь севастопольским предпринимателям в борьбе с коррупционной системой в Главном управлении МЧС Украины в г. Севастополе, организованной, по их мнению, начальником управления генерал-майором службы гражданской защиты Александром Недобитковым. Реакция со стороны Генпрокуратуры и министерства последовала только после того, как «Бизнес» вывел конфликт на общеукраинский уровень. Приказом от 22 сентября 2011 года генерал Недобитков, переведённый к тому времени на должность начальника ГУ МЧС в АР Крым, был отправлен в отставку по служебному несоответствию.
2013—2014 годы посвятила живописи и литературному творчеству.
В 2014 году работала в Верховной Раде Украины помощницей народного депутата Александры Кужель.
В 2015 году занимается исследованиями истории Киева и основывает общественное движение «Почайна». В 2016 году совместно с депутатом Киевского городского совета Константином Богатовым регистрирует общественную организацию «Общественное движение Почайна».

## Общественная деятельность

### Возрождение Почайны
В 2015 г. работала в архивах, анализируя и систематизируя исторические и картографические данные по истории Почайны и изменениям её русла. Популяризировала информацию об археологических раскопках и находках на берегах Почайны и судьбе семьи археологов Шовкопляс, занимавшихся этими раскопками.
В 2016 году добилась официального внесения названия Почайна в Реестр домов, улиц и других поименованных объектов применительно к речному руслу на небольшом участке длиной примерно 2,3 км. Этот речной канал начинается от озера Иорданского возле проспекта Степана Бандеры и протекает вдоль дамбы железнодорожной дороги к днепровскому заливу Волковатому, реликтовому остатку исторического Оболонского залива — части Почайны. Для возврата исторического названия всей современной водной системе Почайны, которая также включает в себя шесть озёр, необходимо решение Верховной Рады.
В 2016 году благодаря трехмесячному протесту и многочисленным обращениям в процессе принятия детального плана территории части Оболонского района была предотвращена застройка русла Почайны магистральной дорогой. В детальный план территории были добавлены исторические сведения о Почайне и данные относительно водоохранной зоны объекта.
В 2016 году на берегу Почайны убрана крупная мусорная свалка, вывезены десятки тонн мусора и обустроен «народный парк» (еще без официального статуса). На подпорной стене высотой от 2 до 4 м и длиной около 100 м группа художников под руководством и по концепции Аннабеллы Мориной символически изобразила историю Почайны — от язычества к христианству.
В 2017 году по инициативе и при поддержке Общественного движения «Почайна» примерно 15 га территории вдоль Почайны получили официальный статус парка. Автор проектов соответствующих решений Киевсовета № 838/1842 от 10 февраля 2017 г. и № 537/3544 от 28 ноября 2017 г. — депутат Киевсовета Константин Богатов, партнер Аннабеллы Мориной по Общественному движению «Почайна».
Февраль — май 2017 г. Департамент градостроения и архитектуры КГГА совместно с Общественным движением «Почайна» провёл всеукраинский архитектурный конкурс на определение лучшей концепции парка отдыха «Парк Почайна». Это первый на территории Украины государственный проект ревитализации исторического водоёма. В жюри вошли иностранные эксперты, работы подавались со всей Украины.
В 2018 году по инициативе общественного движения «Почайна» станция метро «Петровка» переименована в «Почайну». Аннабелла Морина приняла также участие в декоммунизации названий оболонских улиц, в частности предложила нынешние названия для улиц Иорданской и Семьи Шовкопляс.

### Защита археологических раскопок на Почтовой площади
Весна — лето 2017 г. Защита археологических раскопок посредством информационной кампании в поддержку петиции на сайте городской администрации. Сотрудничество со СМИ по журналистским расследованиям относительно обстоятельств строительства торгового центра под видом реконструкции транспортной развязки на месте археологических раскопок, попыток помешать раскопкам.
Осень 2017 г. Благодаря общественному сопротивлению строительство торгового центра остановлено предписанием Департамента охраны культурного наследия КГГА. Совместно с Департаментом разработан план реализации петиции, предусматривавший дальнейшие раскопки и создание музея с сохранением находок на том месте, где они были найдены.
Осень 2017 — лето 2018 г. Инициирование и поддержка рассмотрения комиссиями и сессией Киевсовета проекта решения № 482/4546 (Об обеспечении сохранности памятника археологии местного значения и размещении музея на участке прибрежного городского квартала Средневекового Киева (XI—XIX вв.) на Почтовой площади в городе Киеве), автор — Сергей Гусовский. Решение принято в первом чтении, на второе — не вынесено автором.
20 июня 2018 г. Киевсовет принимает альтернативный проект — решение № 964/5028, которым не предусмотрен разрыв инвестиционного договора на строительство торгового центра. Начало акции протеста на Почтовой площади совместно с другими общественными организациями. Аннабелла Морина объявляет голодовку и живёт в палатке на площади. 5 июля Верховная Рада принимает постановление «О сохранении историко-культурного наследия на Почтовой площади в городе Киеве», которым запрещает продолжение строительных работ на площади и рекомендует Кабинету Министров присвоить находкам статус памятника национального значения, обеспечить их сохранность и создать на Почтовой площади национальный музей. Аннабелла Морина прекращает голодовку, длившуюся 15 суток.
Начало 2019 г. Разработка совместно с учеными НАНУ паспорта объекта культурного наследия «Участок прибрежного квартала средневекового Киева» и содействие прохождению предусмотренных законодательством процедур для получения объектом статуса памятника археологии и истории национального значения. 22 мая 2019 г. постановлением Кабинета министров Украины № 410 памятнику археологии и истории на Почтовой площади присвоен национальный статус (охранный номер 260094, площадь около 6000 м²).